# Mick Woodmansey
Michael "Woody" Woodmansey (Driffield, 4 februari 1950) is een Brits drummer. Hij is voornamelijk bekend als lid van The Spiders from Mars, de begeleidingsband van zanger David Bowie gedurende de eerste helft van de jaren '70. In deze hoedanigheid is hij onder meer te horen op het album The Rise and Fall of Ziggy Stardust and the Spiders from Mars uit 1972. Na het uiteenvallen van The Spiders from Mars vormde hij zijn eigen band, Woody Woodmansey's U-Boat, en speelde hij op twee albums van Screen Idols.

## Carrière
In april 1970 werd Woodmansey de drummer van de band The Hype, de toenmalige begeleidingsband van David Bowie. Ook gitarist Mick Ronson en bassist en producent Tony Visconti maakten deel uit van deze band. The Hype ging later over in The Spiders from Mars, waarin Visconti werd vervangen door Trevor Bolder. Woodmansey speelde op Bowie's albums The Man Who Sold the World, Hunky Dory, The Rise and Fall of Ziggy Stardust and the Spiders from Mars en Aladdin Sane, die tussen 1970 en 1973 verschenen. Hierna werd hij vervangen door Aynsley Dunbar, die op Pin Ups drumde.
In 1975 maakte Woodmansey een doorstart met The Spiders from Mars, zonder Bowie, maar met Bolder. Ronson was niet beschikbaar en werd vervangen door Dave Black. Pete McDonald werd de zanger van de groep en Mike Garson, die eveneens lange tijd met Bowie heeft samengewerkt, was de toetsenist. De groep bracht een album uit, genaamd The Spiders from Mars, en ging daarna weer uit elkaar.
Na het uiteenvallen van The Spiders from Mars richtte Woodmansey zijn eigen band op met de naam Woody Woodmansey's U-Boat. Leden van de band waren Phil Murray, Frankie Marshall, Phil Plant en Martin Smith. De band bracht in 1977 een album uit met de titel U Boat. Deze werd in 2006 opnieuw uitgebracht als Woody Woodmansey's U-Boat.
Woodmansey heeft ook samengewerkt met Art Garfunkel. Hij maakte deel uit van de band Cybernauts, een band die voornamelijk Bowie-covers speelde, samen met Trevor Bolder en Def Leppard-leden Joe Elliott en Phil Collen. Ook is hij de drummer van de band 3-D. Samen met Tony Visconti vormt hij de supergroep Holy Holy, eveneens een Bowie-coverband. Onder meer Erdal Kızılçay, Glenn Gregory, Steve Norman, Marc Almond en James Stevenson zijn lid geweest van de band.
In 2016 bracht Woodmansey zijn autobiografie Spider from Mars: My Life with David Bowie uit. Joel McIver was de co-auteur van het boek, dat een voorwoord van Tony Visconti bevat.

## Discografie

### Met David Bowie
- 1970: The Man Who Sold the World
- 1971: Hunky Dory
- 1972: The Rise and Fall of Ziggy Stardust and the Spiders from Mars
- 1973: Aladdin Sane
- 1983: Ziggy Stardust - The Motion Picture (opgenomen in 1973)
- 2008: Live Santa Monica '72 (opgenomen in 1972)

### Met andere artiesten
- 1974: Weren't Born a Man (Dana Gillespie)
- 1976: The Spiders from Mars (The Spiders from Mars)
- 1977: Woody Woodmansey's U-Boat (Woody Woodmansey's U-Boat)
- 1979: Premiere (Screen Idols)
- 2001: Cybernauts Live (Cybernauts)
- 2008: Future Primitive (3-D)